# カクシンハン
カクシンハン（Theatre Company KAKUSHINHAN）は、日本の劇団。東京都渋谷区を本拠地としている。主宰は演出家の木村龍之介。

## 概要
東京大学で文学、蜷川幸雄カンパニー、及び文学座演劇附属演劇研究所で演出を学んだ木村龍之介が、主宰として2012年に旗揚げ。以降全作品を手掛けており、古典の大胆な解釈や斬新な演出を特徴とする。
演出・俳優・スタッフによるフラットな共同制作を行い、現在はシェイクスピア作品を中心として単独公演、プロデュース公演を行っている。2016年度シアター風姿花伝プロミシングカンパニー選出。

2016年劇団を法人化、現在は株式会社トゥービーが劇団運営/マネージメントを行う。

## 公演スタイル
フルスケール公演(本公演)とポケット公演がある。
ポケット公演とは、ポケットに入れて持ち運ぶように、"古典を手軽にハイスピードで楽しんでもらう"というコンセプトのもと展開されているシリーズ。

## メンバー
- 木村龍之介(主宰／演出／作家)

- 岩崎MARK雄大

## 公演作品

### フルスケール公演(本公演)
- 旗揚げ公演：ハムレット×SHIBUYA ~ヒカリよ、俺たちの復讐は穢れたか~, 渋谷 Gallery LE DECO4(2012年4月)
- 第二回公演：海辺のロミオとジュリエット, 渋谷 Gallery LE DECO4(2012年9月)
- 第三回公演：リア, SPACE 雑遊(2013年6月)
- 第四回公演：カクシンハン版 夏の夜の夢, SPACE 雑遊(2014年6月)
- 第五回公演：仁義なきタイタス・アンドロニカス, SPACE 雑遊(2014年8月)
- 第六回公演：ハムレット, SPACE 雑遊(2014年11月)
- 第七回公演：カクシンハン版 オセロー Black Or White, シアターグリーン BIG TREE THEATER(2015年4月)[3]
- 第八回公演：カクシンハン版 ジュリアス・シーザー, シアターグリーン BIG TREE THEATER(2016年1月)
- 第九回公演：カクシンハン版 リチャード三世 1471- 1485, シアター風姿花伝(2016年5月)[4]
- 第十回公演：マクベス, 東京芸術劇場シアターウエスト(2017年1月)[5]
- 第十一回公演：タイタス・アンドロニカス, 吉祥寺シアター(2017年8月)[6] [7]
- 第十二回公演：ハムレット, シアターグリーン BIG TREE THEATER(2018年4月)[8] [9]
- 第十三回公演：カクシンハン版 薔薇戦争(「ヘンリー六世」「リチャード三世」), シアター風姿花伝(2019年7月)

### ポケット公演
- POCKET01：じゃじゃ馬ならし, 渋谷 Gallery LE DECO4(2015年10月)
- POCKET02：ヘンリー六世三部作, シアター風姿花伝(2016年5月)
- POCKET03：じゃじゃ馬ならし, 玖珠町立 わらべの館(大分県)(2016年7月) [10]
- POCKET04：じゃじゃ馬ならし, 新宿ゴールデン街劇場, パフォーミングギャラリー&カフェ「絵空箱」(2016年8月)
- POCKET05：夏の夜の夢, シアター風姿花伝(2017年3月)
- POCKET06：ロミオとジュリエット, 玖珠町立 わらべの館(大分県)(2017年11月)
- POCKET07：ロミオとジュリエット, 新宿ゴールデン街劇場, パフォーミングギャラリー&カフェ「絵空箱」(2017年11月)
- POCKET08：冬物語, 中野ウエストエンドスタジオ(2018年7月) [11]
- POCKET09：ヴェニスの商人, 原宿VACANT(2018年11月)

### 特別リーディング公演
- ハムレット×SHIBUYA ~ヒカリよ、俺たちの復讐は穢れたか~, 渋谷 Gallery LE DECO4(2019年5月)

## 俳優・アーティスト育成事業

### カクシンハン・スタジオ
- 俳優・アーティストのための実践的な育成・研修期間としてカクシンハン・スタジオを設けている。2018年度より第一期開始。
- これからの演劇を担う人材を輩出することを目的として、主宰・演出家の木村龍之介をはじめ、所属俳優および現役で活躍する講師陣による演技・身体表現（発声・殺陣・ダンス・歌唱含む）のワークショップ・稽古を中心に、演劇史・教養・アーティストマネージメント・語学などさまざまな講座を展開する。これらの年間に及ぶ活動と二度に及ぶ作品の発表を通じ、シェイクスピアを含めた古今東西の戯曲を上演するために必要な技術（演技・朗読・身体・発想）と、自立したアーティストとして社会で活躍するスキルを提供する。[12]